# Cilindrada

Animació de la cilindrada d'un motor

Cilindrada és la denominació que es dona a la suma del volum útil de tots els cilindres d'un motor alternatiu. És molt usual que es mesuri a centímetres cúbics (cc).
Es calcula en forma següent:
{\displaystyle {\mbox{Cilindrada}}={\pi }\times {\mbox{r}}^{2}\times {\mbox{h}}\times {\mbox{nombre de cilindres}}}
r = radi del cilindre
h = carrera del pistó
En altres paraules, cilindrada és el volum geomètric ocupat pel conjunt de pistons des del punt mort inferior (PMI) fins al més alt (PMS), també anomenat punt mort superior. La cilindrada dona una bona mesura de la capacitat de treball que pot tenir un motor.

## Fiscalitat
La cilindrada ha estat habitualment usada en molts països com a punt de partida per al càlcul dels impostos aplicats a l'automòbil. A Alemanya fins a l'any 1989 es calculava la cilindrada fiscal mitjançant una fórmula diferent, seguint la normativa StVZO:
{\displaystyle {\mbox{Cilindrada}}=0.785\times {\mbox{d}}^{2}\times {\mbox{h}}\times {\mbox{nombre de cilindres}}}
d = diàmetre del cilindre en mm. arrodonit a la baixa fins al mig mm.
h = carrera del pistó en mm. arrodonit a la baixa fins al mig mm.
Per això en els vehicles matriculats a Alemanya fins al 1989 la seva cilindrada pot no coincidir exactament amb la cilindrada a Espanya.